# TT Grandstand
De TT Grandstand vormt samen met de pitstraat, de start/finishlijn en het beroemde scorebord het markantste punt in de Snaefell Mountain Course, het circuit dat gebruikt wordt tijdens de Isle of Man TT en de Manx Grand Prix.
De Grandstand (tribune) staat langs de A2 Douglas - Ramsey in de stad Douglas. Bij de Grandstand bevindt zich het rennerskwartier en hier vindt ook de keuring van de motorfietsen voor de race plaats.

## Geschiedenis
Aanvankelijk werd nog de Highroads Course gebruikt, die bijna identiek was aan de latere Snaefell Mountain Course, maar waarbij de start en finish op het vlakke deel van Quarterbridge Road aan de bodem van Bray Hill lagen. Er was nog geen scorebord; de tijdwaarnemers deden hun werk in een kleine houten schuur. Omdat er geen ruimte was om te tanken was het toegestaan bij te tanken bij de kerk van Braddan (Braddan Depot) en net voorbij Parliament Square in Ramsey (Ramsey Depot).
In 1914 werd de start/finish verplaatst naar de top van Bray Hill, iets ten zuiden van St Ninian's Crossroads. Daar werd toen ook de keuring gedaan door de "Clerk of the Scales and Official Measurer". Hier werd ook een groot scorebord geplaatst en omdat hier ook een pitstraat was mocht men alleen daar tanken. Er werd een tijdelijke tribune gebouwd voor 1.000 toeschouwers die 5 shilling moesten betalen. De tijdwaarnemers zaten 75 meter vóór de finish bij Ballanard Road, waar de rijders rechtsaf richting Bray Hill gingen. Die bocht kostte in 1914 het leven aan Frank Walker, die rechtdoor tegen een houten afzetting reed. Door het uitbreken van de Eerste Wereldoorlog kon er tot 1920 niet meer geracet worden.
In 1920 werd het circuit licht gewijzigd toen de coureurs bij Cronk-ny-Mona (in het noordelijk deel van Douglas) linksaf draaiden om de A18 naar Governor's Bridge te volgen. Daardoor kwam de startlijn in Nobles Park op Glencrutchery Road te liggen. Het circuit werd 400 meter langer (van 60,35 km naar 60,75 km). Dit was gedaan om gebruik te maken van de extra ruimte in Nobles Park, maar er was nog geen tribune, pitstraat of scorebord. Er was wel een rennerskwartier en de keurmeesters en race-officials werkten in tenten.
In 1926 werd de weg ter plaatse verbreed en werd 250 meter verder richting St Ninian's Crossroads een nieuwe tribune gebouwd voor 2.000 Pond. Tegenover de tribune werd het grote scorebord gebouwd, waar de Manx Scouts de resultaten bij hielden. Hier zaten ook de race-officials en later werden er ook commentaarposities voor de radiocommentatoren gebouwd (de BBC deed in 1930 voor het eerst verslag van de races, maar toen gebruikte men nog posities langs het circuit). De houten tribune met stalen frame deed 60 jaar dienst, maar na de stadionbrand in Bradford City in 1985 werd de houten tribune in Douglas vervangen door een bakstenen exemplaar waarin ook de pit was opgenomen. Er kwam een toren voor de race-officials en de pers. Het publiek zit sindsdien boven de pitboxen en de tribune is niet overdekt.

## Rennerskwartier
De coureurs en teams namen in de beginjaren van de Isle of Man TT hun intrek in hotels en cottages, waar ze ook konden sleutelen aan hun motorfietsen. Toen er meer ruimte kwam in de buurt van de start/finish (met name in Nobles Park), werden daar tenten gebouwd. Toen er steeds meer speciale racemotoren kwamen, die om gewicht te sparen geen standaard hadden, zorgde de Auto-Cycle Union voor rijen houten palen waar de machines tegen geparkeerd konden worden. Toen de coureurs gebruik gingen maken van bestelbusjes en vrachtauto's moest men steeds grotere delen van het rennerskwartier gaan asfalteren. Tegenwoordig brengen teams hun eigen hospitality-units en mobiele werkplaatsen mee.
(Markante punten in cursief zijn onofficiële punten of worden alleen gebruikt binnen Marshal Sectors)
1e mijl:
TT Grandstand ·
Nobles Park ·
St Ninian's Crossroads ·
Bray Hill ·
Ago's Leap ·
Quarterbridge Road ·
1st Milestone ·
2e mijl:
Wal Handley Memorial Seat ·
Quarterbridge ·
Port-y-Chee Meadow ·
Braddan Bridge ·
Jubilee Oak ·
Braddan Bridge House ·
Braddan Depot ·
Snugborough (Cronk Dhoo) ·
2nd Milestone ·
3e mijl:
Union Mills (Mullen Dhoo, Mwyllin Dhoo Aah, Mullin Doway) ·
Railway Inn ·
Ballahutchin Hill (Elm Bank Hill) ·
3rd Milestone ·
4e mijl:
Ballafreer ·
Glenlough ·
Ballagarey Corner ·
Glen Vine (Glen Darragh) ·
Ballabeg ·
4th Milestone ·
5e mijl:
Crosby ·
Crosby Left (Vicarage Corner) ·
Crosby Cross-Roads ·
5th Milestone ·
6e mijl:
Crosby Hill (Ballaglonney Hill of Halfway Hill) ·
Halfway House (The Waggon & Horses) ·
St Trinian's ·
The Highlander ·
Greeba Verandah ·
Pear Tree Cottage ·
Greeba Castle ·
6th Milestone ·
7e mijl:
Appledene (Shimmin's Corner) ·
Central Valley (Greeba Gap) ·
Greeba Bridge ·
The Hawthorn ·
Knock Breck ·
Gorse Lea ·
7th Milestone ·
8e mijl:
Ballagarraghyn ·
Ballacraine ·
Ballaspur ·
Ballig ·
8th Milestone ·
9e mijl:
Ballig Bridge ·
Doran's Bend ·
Laurel Bank ·
9th Milestone ·
10e mijl
Glen Moar Mill ·
Black Dub ·
Quarter-Distance Marker ·
The Vaish ·
Glen Helen (Glen Rhenass) ·
Sarah's Cottage ·
Creg Willey's Hill ·
10th Milestone ·
11e mijl:
Lambfell Beg ·
Lambfell (Moar) Cottage ·
Cronk-y-Voddy (Cronk-y-Voddy Straight) ·
Cronk-y-Voddy Cross Roads ·
Molyneux's ·
Cronk Bane Farm ·
11th Milestone ·
12e mijl:
Drinkwater's Bend ·
Handley's Corner (Cronk-y-Fedjag, Ballamenagh) ·
12th Milestone ·
13e mijl:
McGuinness's (Shoughlaigue Bridge) ·
Ballaskyr ·
Barregarrow Cross Roads (Cronk Aashen) ·
Barregarrow ·
Little Bray ·
Barregarrow Bottom ·
Cammal Farm ·
Cronk Urleigh ·
13th Milestone ·
14e mijl:
Ballalonna Bridge ·
Westwood Corner ·
Ballakinnag ·
14th Milestone ·
15e mijl:
Douglas Road Corner ·
Glen Wyllin Corner ·
The Mitre ·
Dave Saville Memorial Seat ·
Kirk Michael ·
The White House ·
15th Milestone ·
16e mijl:
Birkin's Bend ·
Rhencullen ·
Bishopscourt ·
Bishopscourt Farm Bends ·
Bishopscourt Straight ·
Orrisdale North ·
16th Milestone ·
17e mijl:
Dub Cottage (Bishop's Dub) ·
Alpine Cottage ·
Balla Cobb ·
17th Milestone ·
18e mijl:
Ballaugh Bridge ·
Ballaugh ·
Gwen's ·
Ballacrye Corner ·
Ballacrye ·
18th Milestone ·
19e mijl:
Quarry Bends ·
Ballavolley ·
Wildlife Park ·
Sulby Straight ·
Half-distance Marker ·
19th Milestone ·
20e mijl:
Sulby ·
Sulby Glen Hotel ·
Sulby Crossroads ·
Sulby Bridge ·
20th Milestone ·
21e mijl:
Ginger Hall ·
Kerrowmoar ·
21st Milestone ·
22e mijl:
Glen Duff ·
Glentramman ·
Temple Corner (Water Through Corner) ·
Glentramman Loop Road ·
Churchtown ·
Caravan ·
22nd Milestone ·
23e mijl:
Lezayre War Memorial ·
Ballakillingan ·
Conker Fields ·
K-tree ·
Sky Hill ·
Milntown Cottage (Pinfold Cottage) ·
Milntown Bridge (Glen Auldyn Bridge) ·
Milntown ·
Gardener's Lane ·
23rd Milestone ·
24e mijl:
Lezayre Road ·
School House Corner (Crossags, Russel's Corner) ·
Parliament Square ·
Queen's Pier Road ·
Ramsey Depot ·
Cruickshanks Corner ·
May Hill ·
24th Milestone ·
25e mijl:
Whitegates ·
Stella Maris ·
Ramsey Hairpin ·
Little Gooseneck ·
Water Works Corner ·
Ballure Reservoir ·
Mountain Section ·
Tower Bends ·
25th Milestone ·
26e mijl:
Gooseneck ·
Joey's (26th Milestone) ·
27e mijl:
Guthrie's Memorial ·
The Cutting ·
27th Milestone ·
28e mijl:
Milligan's Bridge ·
Mountain Mile ·
28th Milestone ·
29e mijl:
Three-Quarter distance marker ·
Mountain Box (East Mountain Gate, East Snaefell Gate) ·
29th Milestone ·
30e mijl:
Casey's (Rice's Corner, George's Folly) ·
Black Hut (Stonebreakers Hut, Shepherd's Hut) ·
John Smyth Memorial Shelter ·
Verandah ·
30th Milestone ·
31e mijl:
Bungalow Bridge ·
Stonebridge ·
Les Graham Memorial ·
Bungalow Bends ·
McIntyre Box ·
Murray's Museum ·
Joey Dunlop Memorial ·
The Bungalow ·
31st Milestone ·
32e mijl:
Hailwood's Rise ·
Hailwood's Height ·
Brandywell (West Mountain Gate, Beinn-y-Phott Gate, Bungalow Gate) ·
Duke's (32nd Milestone) ·
33e mijl:
Windy Corner (Nobles Corner) ·
Nobles Park Road ·
Slieu Lhost Quarry ·
Thirty-Third (33rd Milestone) ·
34e mijl:
Keppel Gate (Clarke's Corner) ·
Kate's Cottage (Shepherd's House) ·
34th Milestone ·
35e mijl:
Creg-ny-Baa (the Keppel Hotel) ·
Gob-ny-Geay (Sunny Orchard) ·
35th Milestone ·
36e mijl:
Brandish Corner (Telegraph Hill, O'Donnell's en Upper Hillberry Corner) ·
Hillberry Corner ·
36th Milestone ·
37e mijl:
Glen Dhoo Farm ·
Hillberry Road ·
Cronk-ny-Mona ·
Johnny Watterson's Lane ·
Signpost Corner ·
Bedstead Corner ·
The Nook ·
37th Milestone ·
38e mijl:
Bemahague ·
Governor's Bridge ·
Governor's Dip ·
Glencrutchery Road ·
38th Milestone